# Фонтенуова (Кјети)
Фонтенуова (итал. Fontenuova) је насеље у Италији у округу Кјети, региону Абруцо.
Према процени из 2011. у насељу је живело 96 становника. Насеље се налази на надморској висини од 195 м.